# Међуопштинска Лига Сомбор-Апатин-Кула-Оџаци - 2. разред
Међуопштинска лига Сомбор-Апатин-Кула-Оџаци - други разред је једна од 47 Међуопштинских лига другог разреда у фудбалу на територији Републике Србије. Међуопштинске лиге - другог разреда су седми ниво лигашких фудбалских такмичења у Србији. Лига ове године (2023/24) се састоји од 10 клубова са територије Западнобачког округа и игра се по двокружном бод-систему. Првак иде директно у МОЛ Сомбор док из лиге нико не испада јер је ово последњи ранг такмичења.

## Клубови у сезони 2024/25.
| Клуб           | Насеље         | Поз. претходне сезоне |
| -------------- | -------------- | --------------------- |
| Задругар       | Српски Милетић | 14. из МОЛ Сомбор     |
| Телечка        | Телечка        | 10.                   |
| ПИК 2023       | Сомбор         | 4.                    |
| Јединство      | Рибарево       | 9.                    |
| Динамо         | Сонта          | 5.                    |
| Спорт          | Бездан         | 8.                    |
| Панонија       | Лалић          | 6.                    |
| Јединство 1947 | Колут          | 3.                    |
| Дунав          | Бачки Моноштор | 7.                    |